# Anastasija Dmytruková
Anastasija Mykolajivna Dmytruková (nepřechýleně Dmytruk; ukrajinsky Анастасія Миколаївна Дмитрук, rusky Анастасия Николаевна Дмитрук, Anastasija Nikolajevna Dmytruk, * 31. ledna 1991 Nižyn, Ukrajinská SSR, Sovětský svaz) je ukrajinská básnířka píšící v ruském a ukrajinském jazyce. Po absolutoriu Národní technické univerzity Ukrajiny začala pracovat v oboru informační bezpečnosti.
Proslavila se básní v ruském jazyce Nikdy nebudeme bratry (rusky Никогда мы не будем братьями), kterou napsala jako protest proti okupaci Krymu Ruskem v roce 2014. Báseň oslavuje ukrajinskou revoluci v roce 2014 a odmítá Velkou Rus (rusky Великая Русь).

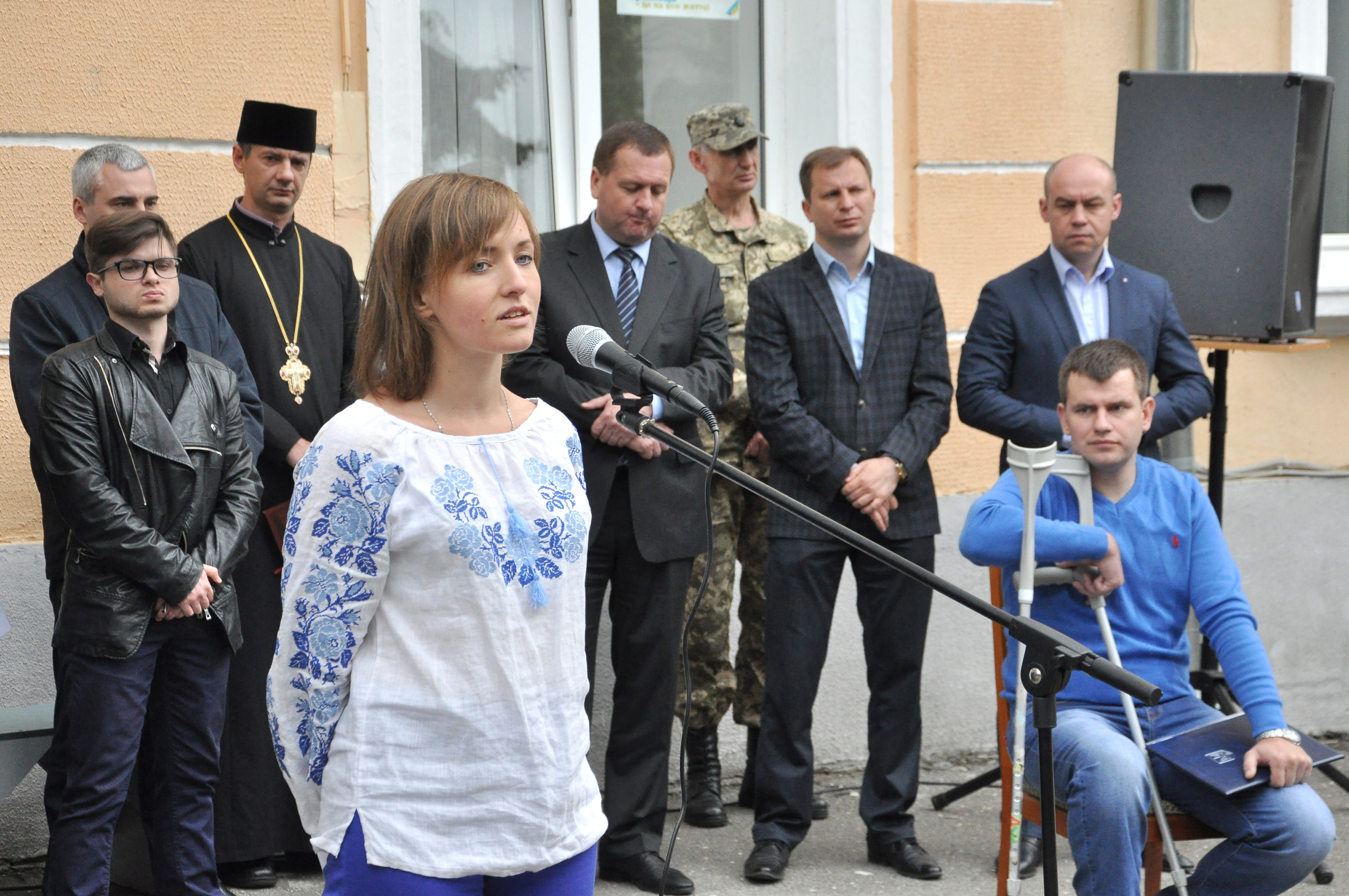
Při odhalení pamětní desky padlých ukrajinských vojáků 2015 v Ternopilu